# Into the Primitive
Into the Primitive è un film muto del 1916 diretto da T.N. Heffron (Thomas N. Heffron). Basato sull'omonimo romanzo di Robert Ames Bennet pubblicato a Chicago nel 1908, il film aveva come interpreti Kathlyn Williams, Guy Oliver, Harry Lonsdale.

## Trama

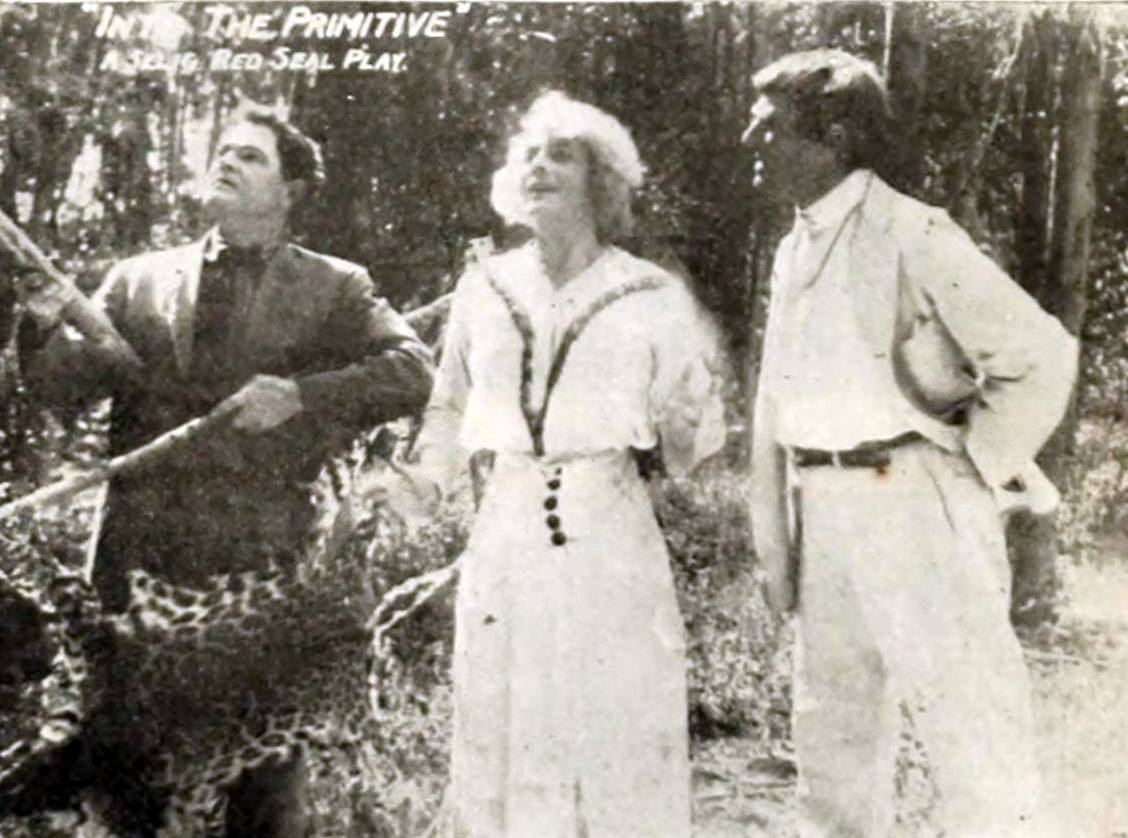
Sul set

Gli unici tre sopravvissuti a un naufragio approdano sulla costa desertica africana. Sono Thomas Blake, un ingegnere americano mezzo alcolizzato, Jenny Leslie, un'ereditiera, e Cecil Winthrope. I tre, trovatisi in quella difficile situazione, affrontano fame, bestie feroci, e tutta una serie di problemi in modo diverso. Jenny si appoggia a Winthrope che però è completamente incapace a rendersi utile, mentre Blake, nonostante i suoi metodi brutali, riesce a sfamare tutti e a costruire un'abitazione sicura per tutti e tre. Winthrope, una notte, tenta di entrare nella stanza di Leslie, senza riuscirci, e la mattina dopo le dice che il tentativo è stato fatto da quel bruto di Blake. Lei gli crede, temendo sempre di più la brutalità di Blake ma, ben presto, si rende conto della codardia di Winthrope e della sua falsità. Si avvicina, così, fiduciosa all'altro. Blake la fa vestire di pelli perché vuole usare la sua gonna per appenderla a un palo come segnale per un eventuale soccorritore. Una notte che Blake si trova fuori, Winthrope tenta nuovamente di forzare la porta della ragazza. Ma una tempesta tropicale si abbatte sulla zona e uno degli alberi cade, come una mano vendicatrice, schiacciando Winthrope.

Al suo ritorno, Blake cerca di soccorrere insieme a Leslie l'altro uomo che, prima di morire, confessa di non essere quello tutti credevano, ma Hawkins, il valletto di un aristocratico inglese, che era scappato dopo aver venduto i gioielli della moglie del nobile, fingendo da quel momento in poi di essere un gentiluomo. Dopo la morte del falso Winthrope, i due naufraghi restano soli. Con il passare delle settimane, Leslie impara che sotto la rudezza, Blake nasconde un cuore d'oro. Un giorno, una nave di passaggio vede la gonna legata al palo e si ferma a raccogliere i superstiti. Mentre aspettano di essere salvati, Leslie sussurra a Thomas di amarlo. Lui supera la sua timidezza e accoglie tra le braccia la ragazza.

## Produzione
Il film fu prodotto dalla Selig Polyscope Company.

## Distribuzione
Il copyright del film, richiesto dalla Selig Polyscope Co., fu registrato il 22 aprile 1916 con il numero LP8178.

Distribuito dalla V-L-S-E, il film uscì nelle sale cinematografiche statunitensi il 29 maggio 1916.

### Conservazione
Non si conoscono copie ancora esistenti della pellicola che viene considerata presumibilmente perduta.